# وايتشيرو أومورا
وايتشيرو أومورا (高森 泰男) (ولد 1 يناير 1933-سبتمبر 2003) هو لاعب كرة قدم ياباني وشارك في دورة الألعاب الأولمبية الصيفية عام 1956 في ملبورن.

## روابط خارجية
1. ↑   https://pantheon.world/profile/person/Waichiro_Omura. {{استشهاد ويب}}: |url= بحاجة لعنوان (مساعدة) والوسيط |title= غير موجود أو فارغ (من ويكي بيانات) (مساعدة)
2. ↑  静中・静高創立120周年”, Shizuoka Shimbun, 11 September 2003
3. ↑  "Waichiro Omura Biography and Statistics". Sports Reference. مؤرشف من الأصل في 2018-05-27. اطلع عليه بتاريخ 2009-10-27.

- وايتشيرو أومورا على موقع ناشيونال فوتبول تيمز (الإنجليزية)
- وايتشيرو أومورا على موقع عالم كرة القدم.نت (الإنجليزية)
- وايتشيرو أومورا على موقع أوليمبيديا (الإنجليزية)